# Antichi (Miti di Cthulhu)

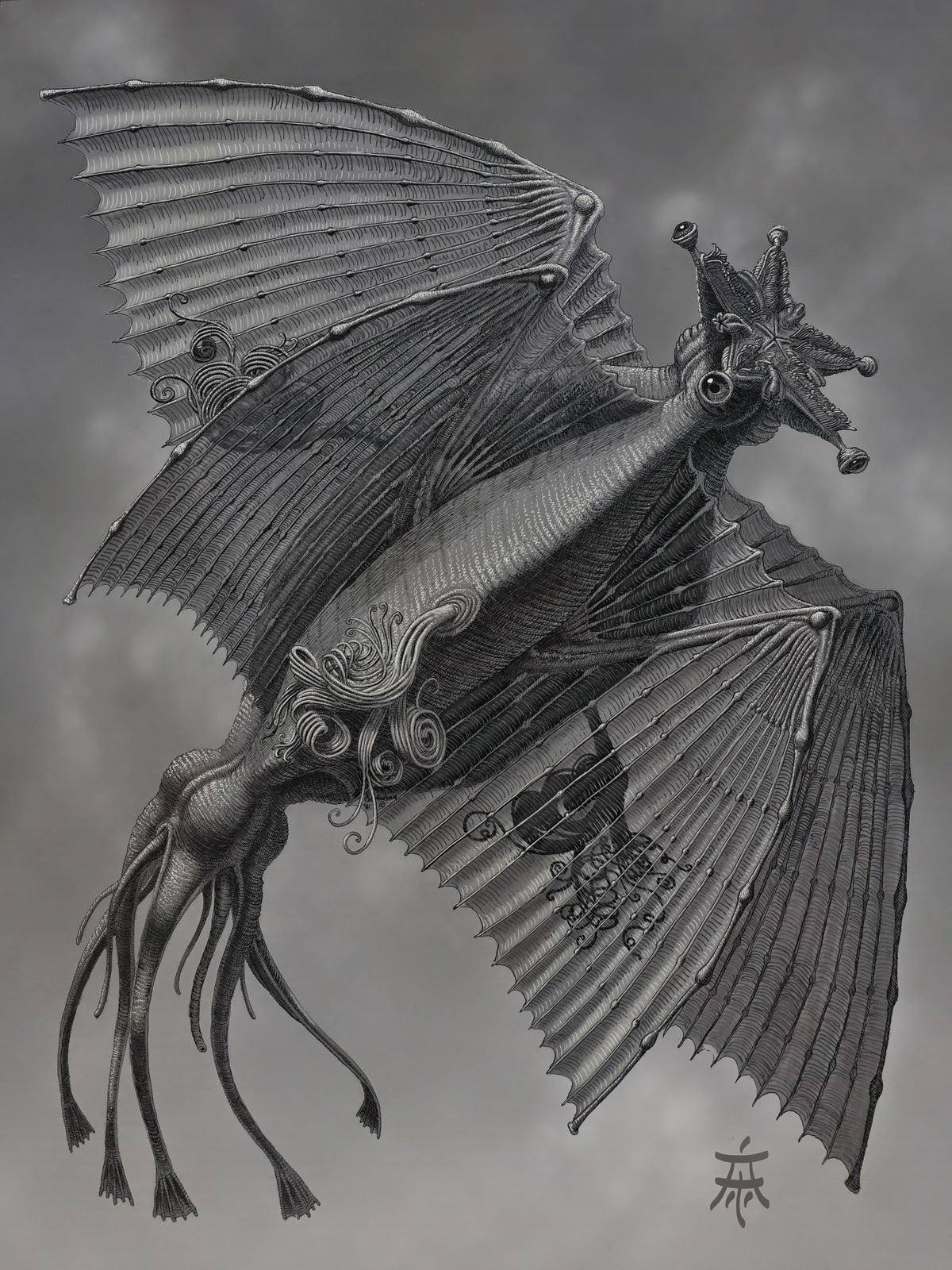
Un esemplare di Antichi

Nell'universo immaginario creato dallo scrittore Howard Phillips Lovecraft, gli Antichi (elder things o elder ones) sono delle creature extraterrestri che avrebbero dominato il nostro mondo prima ancora della venuta del genere umano. Appaiono per la prima volta nel racconto Le montagne della follia (1931), ma vengono citati anche ne La casa delle streghe (1932) e ne L'ombra calata dal tempo (1935).

## Fisionomia
Gli Antichi furono la prima specie aliena a raggiungere la Terra, colonizzandola circa un miliardo di anni fa. Alti all'incirca 2 metri e mezzo, avevano l'aspetto di grosse botti ovali con appendici a forma di stella marina a entrambe le estremità. L'appendice superiore era una testa adornata da cinque occhi (in grado di distinguere gli oggetti al buio e di vedere attraverso corpi solidi) e cinque aperture utilizzate come bocche. L'appendice inferiore era dotata invece di cinque arti usati per muoversi. Queste creature erano altresì dotate di ali di pelle retrattili e cinque tentacoli che spuntavano fuori dal loro corpo; le ali permettevano loro di nuotare, volare e persino planare nello spazio.
Gli Antichi avevano un cervello con cinque lobi. Non sembravano avere un particolare bisogno di mangiare, respirare o riprodursi, nonostante talvolta lo facessero. Erano in grado di trarre nutrimento sia dalla materia organica che da quella inorganica, anche se sembravano prediligere una dieta carnivora.
I corpi di queste creature erano coperti da una pelle cinerea e liscia incredibilmente robusta, capace di resistere alla pressione delle profondità oceaniche e al vuoto dello spazio interstellare. Gli Antichi erano anche in grado di ibernarsi per lunghissimi periodi di tempo. Ciò nonostante, questi esseri erano composti di comune materia terrestre.

## Storia
Gli Antichi provenivano da mondi piuttosto lontani, e portarono con sé conoscenze scientifiche e artistiche enormemente avanzate rispetto alle nostre. Giunti sul nostro mondo circa 2 miliardi di anni fa, quando era appena formato, lo colonizzarono costruendo immense città sia nelle profondità marine (i luoghi che preferivano), sia sulla terraferma.
Grazie alla loro avanzatissima ingegneria genetica, gli Antichi potrebbero essere stati i responsabili dell'apparizione della prime forme di vita sul nostro pianeta, tra cui il Grande Antico Ubbo-Sathla. Diedero vita anche alle prime forme di scimmie, usate come cibo o come giullari. Le creature più importanti a cui diedero vita furono comunque gli Shoggoth, degli esseri verdastri e gommosi in grado di mutare continuamente forma e impiegati come servi. Proprio una rivolta degli Shoggoth fu tra le cause del definitivo declino della loro civiltà.
Gli Antichi furono costretti a ridurre i confini del loro regno all'attuale Antartide, a causa di vari conflitti con popoli provenienti da altri mondi e dimensioni, tra cui i Mi-go e la Grande Razza di Yith. Non si hanno certezze sulla loro definitiva scomparsa, ma a quanto pare sarebbero stati costretti dalle razze tentacolari di Cthulhu a lasciare il nostro piano dimensionale. Alcuni Antichi scampati alla cacciata sarebbero rimasti nel nostro mondo, ma finirono congelati durante l'era glaciale (lo stesso Cthulhu finì ibernato con loro).
In un altopiano dell'Antartico si trovano le rovine ghiacciate di una città edificata dagli Antichi. Questi resti furono scoperti nel 1931 da due membri di una spedizione organizzata dalla Miskatonic University.

## Tecnologia
La tecnologia in possesso degli Antichi non è mai stata descritta nel dettaglio da alcun autore, anche se è indubbiamente molto avanzata rispetto alla nostra; in Le montagne della Follia si fa un breve accenno a letali armamentari in loro possesso. Alcuni personaggi dei racconti di Lovecraft presumono che queste creature siano anche state in grado di creare la razza degli Shoggoth, i loro fedeli servitori; gli Shoggoth si ribellarono in seguito contro i propri creatori, causando la loro sconfitta ed il loro conseguente ritiro sotto i mari.

## Società
Siccome si riproducevano spandendo nell'aria le loro spore, non esisteva una forte base biologica che aiutasse lo sviluppo di veri e propri nuclei familiari all'interno della società degli Antichi. Si sa comunque che vivevano in enormi dimore in cui la mobilia era posta al centro delle stanze, per lasciar posto agli affreschi sui muri.
(H.P. Lovecraft, Le montagne della follia)
Nel racconto La casa delle streghe, il personaggio principale viaggia attraverso un portale dimensionale fin su un pianeta con tre soli, collocato tra la costellazione dell'Idra e quella della Nave Argo, e popolato dagli Antichi.

## Altre apparizioni
- Gli Antichi sono una delle specie extraterrestri presenti nel libro intitolato Barlowe's Guide to Extraterrestrials, una vera e propria guida in cui l'autore descrive e disegna varie creature di origine aliena.
- Nel racconto To Mars and Providence di Don Webb, gli Antichi sono equiparati ai marziani de La guerra dei mondi di H. G. Wells.
- Nel racconto A Colder War di Charles Stross, la tecnologia degli Antichi è centrale nella trama.
- Gli Antichi sono citati ma non appaiono nel videogioco Call of Cthulhu: Dark Corners of the Earth.
- Nella prima edizione di Dungeons and Dragons, in particolare nel libro intitolato Divinità e semidei, sono presenti anche gli Antichi, definiti però come "Primordiali".
- Nel film Hellboy II: The Golden Army, diretto da Guillermo del Toro, appaiono molti Antichi nel quartier generale del "Bureau for Paranormal Research and Defense" e nel mercato dei Troll.
- Un altro scrittore che ha fatto uso del mito degli Antichi è stato Stephen King nella saga della La torre nera.
- Nel telefilm South Park viene citato il nome Cthulhu per indicare una creatura che appare in una puntata dello stesso.